# Zorzines mindorensis
Zorzines mindorensis là một loài bướm đêm trong họ Noctuidae.